# أوك جا يون
أوك جا يون (بالكورية: 옥자연) هي ممثلة كورية جنوبية. ولدت يوم 9 ديسمبر 1988 في سون تشون في كوريا الجنوبية.

## روابط خارجية
- أوك جا يون على موقع IMDb (الإنجليزية)
- أوك جا يون على موقع قاعدة بيانات الفيلم (الإنجليزية)